# Председател на Китайската народна република
Председателят на Китайската народна република (на традиционен китайски: 中華人民共和國主席, на опростен китайски: 中华人民共和国主席, на пинин: Zhōnghuá Rénmín Gònghéguó Zhǔxí, българска система: Джунхуа Жънмин Гунхъго Джуси) е държавен глава на страната.
Постът е учреден с Конституцията от 1982 г. Избира се от Общокитайското събрание на народните представители съгласно чл. 62 от конституцията. На практика китайският парламент избира формално председателя на КНР, след като той е препоръчан от Политбюро на ЦК на Китайската комунистическа партия. Понастоящем председател на КНР е Си Дзинпин, а заместник-председател – Ли Кецян.

## Термин
Китайската дума 主席 джуси се превежда на български като „председател“. До 1982 година на английски език думата също се превежда като „председател“ (на английски: chairman), но след приемането на новата конституция и учредяването на поста, официалният превод на длъжността е заменена на президент (на английски: president). Въпреки това обаче в друг контекст „джуси“ продължава да се превежда като „chairman“, а названието на длъжността президент, отнасяща се за другите страни на китайски се превежда като „дзунтун“ (на традиционен китайски: 總統, на опростен китайски: 总统, на пинин: zǒngtǒng). Объркването в превода на термина може да се обясни с „преименуването“ на поста и в България. Така държавният глава на България според промените от 1990 година в т. нар. Живкова конституция е председател (президент), който впоследствие при приемането на днешната Конституция на Република България през юли 1991 г. е преименуван на президент по западен образец.

## Избор, наследяване и условия
Според конституцията Общокитайското събрание на народните представители теоретически е най-високият законодателен орган, който има пълномощията да избира председателя на държавата. По закон, председателят трябва да бъде китайски гражданин с минимална възраст 45 години. Председателят не може да бъде на власт повече от два последователни мандата, като един мандат е еквивалентен на едно заседание на Общокитайското събрание, което е 5 години.
Председателят на КНР обнародва постановленията и законите на Общокитайското събрание и Държавният съвет. Председателят има по-скоро церемониални функции и като в задълженията влиза назначаването на премиера по решение на Общокитайското събрание, вицепремиера, членовете на Държавния съвет и всички министри, който се предложени от премиера, както и всички посланици, всички председатели на законодателни комисии и секретари. Председателят има право да издава специални председателски постановления, може да обявява извънредно положение и да обявява война след решение на Общокитайското събрание. Председателят има заместник-председател.
В случай на смърт или оставка права и задълженията на председателя автоматически асе поемат от зам.-председателя. Ако и двамата не могат да изпъляват задълженията си, то тогава постът се заема от председателя на Общокитайското събрание докато парламентът не избере нов председател.

## Отношения с държавните органи
Като държавен глава председателят е отговорен и за външните работи на КНР. От 1993 година председателят на КНР заема поста и на генерален секретар на Китайската комунистическа партия, което го прави мощна фигура в китайската политическа йерархия. Председателят на КНР определя общата държавна политика и направление на развитие на държавата, а за осъществяването ѝ отговаря премиера.

## Отношения с партията
От 1993 година председателят на КНР заема поста и на генерален секретар на Китайската комунистическа партия, което го прави мощна фигура в китайската политическа йерархия. Това осъвместяване на постовете дава възможност на генералния секретар на ККП, който е реалната политическа фигура в страната, да осъществява и дипломатически функции.

## Отношения с армията
Отношенията между председателя на КНР и Централния военен съвет на КНР не са строго орпеделени, което е предпоставка за потенциален конфликт между двете институции. По времето управлението на Дзян Дзъмин тази опасност е избегната като председателя на КНР същевременно заема и поста на председател на Централния военен съвет. През 2003 година когато Ху Дзинтао беше избран за председател, без да бъде избран и за глава на Централния военен съвет, това породи конфликт между двете институции, въпреки че повечето функционери, които членуват едновременно и в партията и в Централния военен съвет, са висши генерали. Двойното членство в ЦК на ККП и в Централния военен съвет дава на армията известна степен на автономия, която е ограничена от политически комисар.
Съществуват предложения да се промени конституцията така, че да се създаде Национален съвет за сигурност, който да дава на председателя на КНР неприкосновен контрол над армията. На тези предложения активно се противопоставят висшите военни в страната. През септември 2004 година Дзян Дзъмин освобождава поста председател на Централния военен съвет и така председателят Ху Дзинтао станава върховен главнокомандващ на Народната освободителна армия.